# یواس‌اس دیویس کی فیلیپس (اس‌پی-۹۷۸)
یواس‌اس دیویس کی فیلیپس (اس‌پی-۹۷۸) (به انگلیسی: USS Davis K. Philips (SP-978)) یک کشتی بود که طول آن 135 feet بود. این کشتی  در سال ۱۸۷۷ ساخته شد.